# Взрыв газопровода в Москве (2009)
Взрыв и пожар газопровода в Москве на улице Озёрной в 2009 году — крупная техногенная катастрофа, произошедшая на юго-западе Москвы в ночь с 9 на 10 мая 2009 года примерно в 0 часов 30 минут по московскому времени в районе Озёрной улицы и Мичуринского проспекта. После взрыва на газопроводе начался пожар, которому была присвоена пятая степень сложности (максимальная). В результате пожара пострадали около 70 автомобилей, из них 14 сгорели полностью. Пожару была присвоена самая высокая — 5-я категория сложности.

## Хронология события
10 мая примерно в 00:30 минут по московскому времени на Озёрной улице рядом с проезжей частью, примерно в 500 метрах от поста ГИБДД, расположенного у поворота на МКАД, произошёл взрыв на газопроводе. В результате взрыва пострадали пять водителей и пассажиров машин, проезжавших по МКАД недалеко от места ЧП. После взрыва высота открытого пламени составляла около 200 метров, спустя несколько часов снизилась до 30—40 метров. Заявленная в средствах массовой информации высота подвергается критике. По сообщению представитель УВД Западного округа Москвы, на месте взрыва образовалась воронка диаметром около 10 метров и глубиной более трёх метров. Взрывной волной было снесено около 100 метров бетонного ограждения вокруг заброшенной стройки.
Район пожара был оцеплен сотрудниками милиции и военнослужащими Внутренних войск МВД РФ. Около трёх часов ночи оцепление было перенесено за внешний периметр МКАД.
По словам заместителя мэра Петра Бирюкова, диаметр трубы составляет 1125 миллиметров, давление — 12 атмосфер. Пожару была присвоена наивысшая пятая категория сложности. В тушении пожара участвовало 52 пожарных расчёта. В 15:43 по московскому времени горение газа на месте прорыва прекратилось.
На место пожара приехали министр по чрезвычайным ситуациям Сергей Шойгу и руководители городского правительства во главе с мэром Москвы Юрием Лужковым.

## Причины взрыва
По данным Ростехнадзора, причинами аварии стали нарушения при строительстве и ремонте, использовался некачественный материал. Ведомство считает также, что действия руководителей, специалистов и рабочих Мосгаза по локализации аварийной ситуации «были не согласованы и не организованы». Комиссия по расследованию причин аварии признала виновными в этом ЧП семь человек.

## Ущерб городскому хозяйству

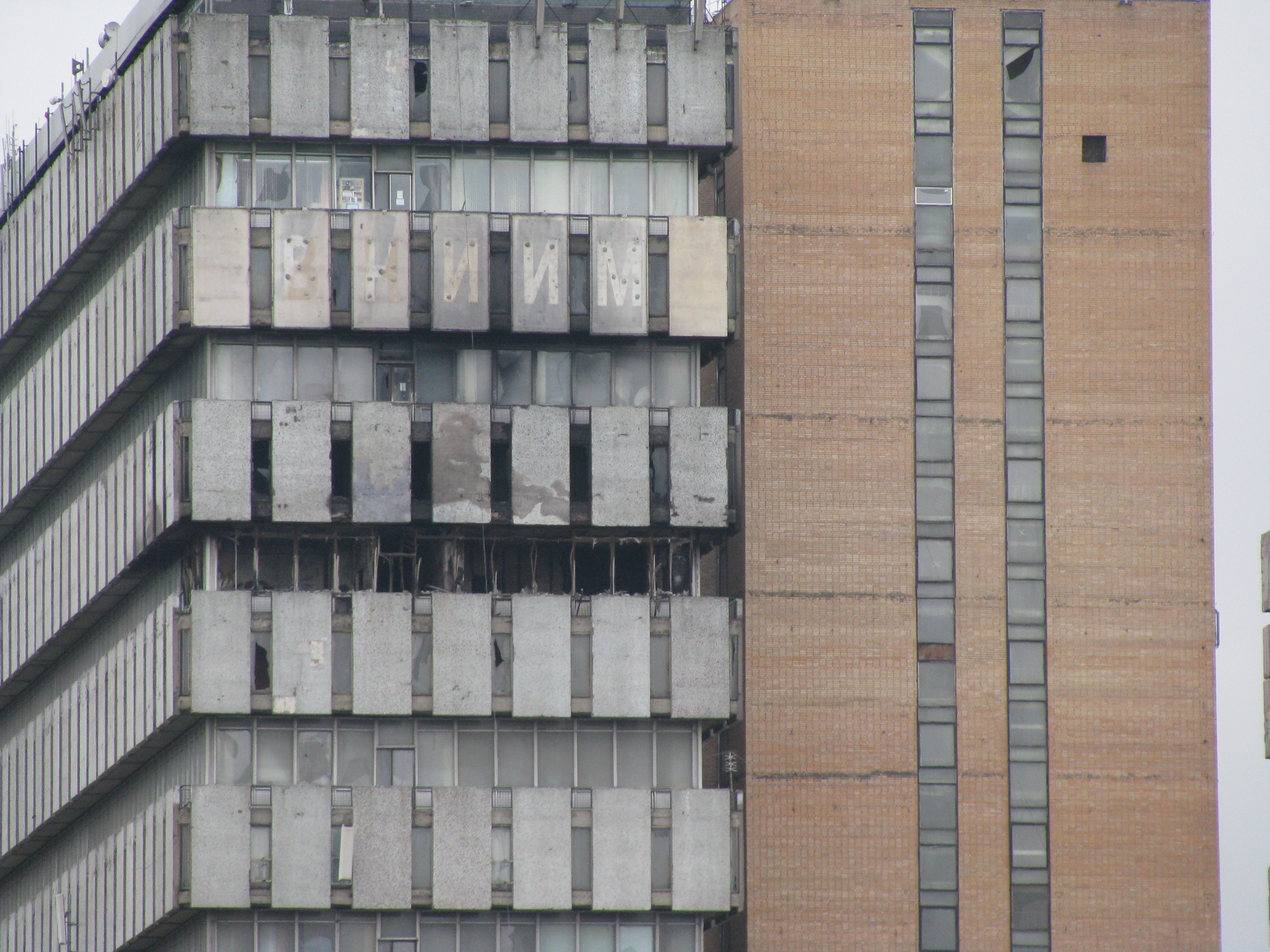
Повреждённое здание НИИ после мытья

Несмотря на масштаб пожара, по официальным данным пострадало всего 5 человек, причём обошлось без смертельных исходов.
В результате пожара сгорели помещения Всероссийского научно-исследовательского института оптико-физических измерений, а также Научно-исследовательского физико-химического института имени Карпова.
Из-за повреждения кабеля МГТС, проходящего вблизи места взрыва, около 100 тысяч человек остались без телефонной и интернет-связи.
Директор программ «Гринпис России» Иван Блоков заявил, что «Газ выгорает довольно чисто, я почти уверен, что ни к каким серьёзным экологическим последствиям для Москвы пожар на газопроводе не приведёт».
По словам мэра Москвы, Юрия Лужкова, подсчёт ущерба, нанесённого городскому хозяйству, начнётся только после полного устранения очага возгорания.
Через несколько дней после инцидента Генеральный директор ГУП «МОСГАЗ» А. Н. Трухин уволен распоряжением мэра Москвы Юрия Лужкова. К этому моменту он проработал в должности менее 3-х месяцев.